# Glenea alboscutellaris
Glenea alboscutellaris es una especie de escarabajo del género Glenea, familia Cerambycidae. Fue descrita científicamente por Breuning en 1958.
Habita en Tailandia. Esta especie mide 10 mm.